# G. I. Taylor
Sir Geoffrey Ingram Taylor OM FRS HFRSE (7 de marzo de 1886 – 27 de junio de 1975) fue un físico y matemático británico, figura clave en mecánica de fluidos y teoría ondulatoria. Su biógrafo y antiguo estudiante, George Batchelor, le describió como "uno de los científicos más notables de este siglo".

## Educación
Taylor nació en St. John's Wood, Londres. Su padre, Edward Ingram Taylor, era un artista, y su madre, Margaret Boole, provenía de una familia de matemáticos (Geoffrey fue sobrino de Alicia Boole Stott y nieto de George Boole). De niño se vio fascinado por la ciencia después de asistir a las Conferencias Navideñas de la Royal Institution, y realizó experimentos utilizando rodillos de pintura y cinta adhesiva. Taylor estudió matemática y física en el Trinity College de Cambridge de 1905 a 1908, tras lo que logró una beca para continuar en Cambridge bajo J. J. Thomson.

## Primeros trabajos y Primera Guerra Mundial
Taylor es particularmente conocido por su primer trabajo, publicado mientras todavía un era estudiante, en el que demostró que la interferencia de la luz visible producía patrones incluso con fuentes extremadamente débiles. Los efectos de esta interferencia se obtenían con luz de gas, atenuada a través de una serie de placas de vidrio oscuro y difractada alrededor de una aguja de costura. Se necesitaron tres meses para producir suficiente exposición suficiente en una placa fotográfica. El trabajo no menciona cuantos de luz (fotones) ni cita la obra de referencia de Einstein sobre el efecto fotoeléctrico de 1905, pero hoy el resultado puede ser interpretado en términos de una exposición media de menos de un fotón. Una vez que la cuantización del campo electromagnético fue ampliamente aceptada ca. 1927, el experimento de Taylor empezó a ser usado de forma pedagógica como demostración de que los fenómenos de interferencia no pueden ser interpretado como que un fotón que interfiere con otro fotón sino que, de hecho, un solo fotón viaja a través de ambas rutas posibles. Aunque más actualmente se ha demostrado que el experimento original no producía menos de un fotón, experimentos más refinados en 1986 que sí aseguraban esa condición reprodujeron el resultado de Taylor.
Otro de sus primeros trabajos versó sobre ondas de choque, extendiendo en 1910 el modelo de Lord Rayleigh de forma que no sólo considerara la transferencia de calor sino también los efectos viscosos, ganando por ello un premio Smith. En 1910 fue elegido para una cátedra en el Trinity College y al año siguiente fue nombrado profesor de Meteorología Dinámica. En 1913 Taylor sirvió como meteorólogo a bordo del Scotia, barco de la Patrulla Internacional del Hielo. Sus observaciones durante dicha experiencia formaron la base de sus trabajos posteriores sobre la mezcla de aire. Sus trabajo sobre la turbulencia en la atmósfera, finalmente fueron publicados en 1915 como "Movimiento turbulento en la atmósfera", y le valieron el premio Adams en 1915.
Tras el estallido de la Primera Guerra Mundial, fue enviado a la Real Fábrica de Aeronaves de Farnborough para aplicar sus conocimientos al diseño de aviones. Allí trabajó, entre otras cosas, en la tensión en los ejes de las hélice. En 1917 propuso junto con Alan Arnold Griffith el uso de películas de jabón como forma de medir tensiones al analizar sus cambios ópticos, método que permaneció en uso hasta el desarrollo de soluciones computacionales décadas después. Aparte de sus estudios teóricos, mostró un interés personal en las aplicaciones prácticas de su campos de estudio y también aprendió a volar aviones y saltar en paracaídas.

## Trabajos en el periodo de entreguerras y cátedra Yarrow
Después de la guerra Taylor regresó al Trinity College y volvió a trabajar en la aplicación del flujo turbulento, estaba vez planteando sus implicaciones en la oceanografía. En esa área destacó su estudio de 1919 sobre el oleaje en el mar de Irlanda.
Al estudiar el fenómeno oceanográfico hoy conocido como columnas de Taylor, que había previamente descrito Lord Kelvin en 1881, Taylor desarrolló el hoy llamado teorema de Taylor-Proudman. Dicho teorema desarrolla el comportamiento de fluidos bajo fenómenos de rotación y permitía explicar dichas columnas mediante el efecto Coriolis. Fue el comienzo de un fructífero periodo sobre la rotación en fluidos, que continuó con el estudio del flujo de Couette-Taylor, caso del fluido movido por arrastre de un cilindro en rotación. Su trabajo de 1923, es considerado un paso clave en la aceptación de la condición de no deslizamiento como condición de contorno en fluidos y como el comienzo de trabajos sobre la estabilidad de interfases de fluidos (Inestabilidad Rayleigh-Taylor). El número de Taylor, que mide la importancia en un problema de las fuerzas centrífugas frente a las fuerzas viscosas del fluido, también recibe su nombre por el trabajo de Taylor en el campo.
En 1923 fue nombrado para un puesto de la Royal Society como profesor de investigación Yarrow. Esto le permitió dejar la enseñanza, a la que se había dedicado durante cuatro años pero sin sobresalir ni agradarle. Durante este periodo su trabajo fue variado, tocando mecánica de fluidos y mecánica de sólidos deformables. Así continuó con sus investigaciones durante la guerra sobre la deformación de materiales cristalinos en Farnborough, tema sobre el que por ejemplo versó la Lectura Bakeriana que presentó en 1923. 
También siguió aportando a la teoría del flujo turbulento introduciendo una nueva aproximación a través del estudio estadístico de fluctuaciones de velocidad (microescala de Taylor) y en 1923 publicó un trabajo sobre el decaimiento de vórtices en fluidos. En 1929 observó que el flujo laminar se mantiene más estable, previniendo la aparición de turbulencia hasta números de Reynolds mayores, en tramos curvos que en tramos rectos. El tratamiento matemático completo del flujo en curvatura sería luego terminado por William Reginald Dean, por lo que a veces se denomina al problema flujo de Taylor-Dean.
En 1931 Taylor desarrolló, en paralelo a Sydney Goldstein, la hoy conocida como ecuación de Taylor–Goldstein para explicar el comportamiento de los fluidos en geofísica. Durante esos trabajos volvió a observar inestabilidades en las interfases de fluidos entre capas con distinta densidad, como subcaso de la inestabilidad Kelvin-Helmholtz. El estudio de la inestabilidad resultante sería retomada décadas después por Caulfield, y es hoy llamada inestabilidad Taylor-Caulfield.
En 1934, Taylor, aproximadamente al mismo tiempo que Michael Polanyi y Egon Orowan, se dio cuenta de que la deformación plástica de materiales dúctiles podía ser explicada en términos de la teoría de dislocaciones desarrollada por Vito Volterra en 1905, idea que fue crítica en el desarrollo de la mecánica de sólidos moderna. En un artículo de ese mismo año, Taylor emplea por primera vez el nombre de dislocación para referirse a los defectos mencionados por Volterra.
En 1937, junto a su estudiante doctoral Albert E. Green, continuó con el estudio de los vórtices en fluidos que llevó a una solución cerrada para el caso particular del vórtice de Taylor-Green. Desde 1938 Green y Taylor presentaron una serie de trabajos sobre las tensiones y esfuerzos en placas usando una aproximación vectorial que desde 1939 extendieron al caso de placas anisótropas.
Taylor a menudo mezclaba sus intereses con sus investigación. Tuvo un interés personal en el movimiento del aire y el agua, y por extensión en el movimiento de criaturas marinas unicelulares y la meteorología, junto a una pasión por la navegación. En la década de 1930 inventó el ancla 'CQR', más fuerte y más manejable que las usadas hasta entonces y que pasó a ser utilizada para todas las clases del vehículos pequeños, incluyendo hidroaviones.

## Segunda Guerra Mundial y Proyecto Manhattan
Durante la Segunda Guerra Mundial, Taylor volvió a trabajar en problemas militares como la propagación de ondas de choque de una explosión en aire y en explosiones submarinas. En 1944-1945 Taylor fue enviado a los Estados Unidos como parte de la delegación británica al Proyecto Manhattan. En Los Álamos, Taylor ayudó a solucionar la inestabilidad de la implosión necesaria para desencadenar la fisión durante el desarrollo de armas atómicas, particularmente en la bomba de plutonio utilizada en Nagasaki el 9 de agosto de 1945.
En 1944 fue creado caballero y recibió la medalla Copley de la Royal Society.

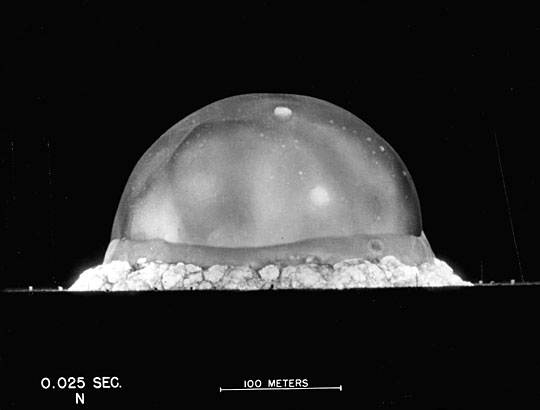
Imagen de la explosión tomada por Berlyn Brixner y luego usada por G.I. Taylor para estimar el rendimiento de la bomba durante la prueba Trinity

Taylor estuvo presente en la prueba nuclear Trinity de 16 de julio de 1945, como parte de la lista VIP de 10 personas del general Leslie Groves. Observó la prueba desde Compañía Hill, aproximadamente 20 millas (32 km) al noroeste del disparo. Joan Hinton, pariente de Taylor al ser ambos descendientes directos del matemático George Boole, había trabajado en el mismo proyecto y también presenció el acontecimiento. Ambos seguirían sendas diferentes a continuación: Joan, fuertemente opuesta a las a armas nucleares, terminó desertando a la China maoísta mientras Taylor mantenía la postura de que la política gubernamental no concierne al científico.
En 1950, publicó dos trabajos estimando la rendimiento de la explosión mediante el teorema pi de Buckingham y fotografías de alta velocidad de la prueba con indicaciones de tiempo y escalas físicas del radio de explosión, según se había difundido en la revista Life. Su estimación de 22 kt fue extraordinariamente cercano al valor aceptado de 20 kt, altamente clasificado en aquel momento.

## Vida tardía
Taylor continuó sus investigaciones después de la guerra, sirviendo en el Comité de Investigaciones Aeronáuticas y trabajando en el desarrollo de aeronaves supersónicas. De su trabajo en dicha etapa cabe destacar la ecuación de Taylor-Maccoll, que modela el flujo supersónico sobre un cono.
Aunque se retiró oficialmente en 1952, continuó trabajando durante los siguientes veinte años, concentrándose en problemas que podían ser atacados con poco equipamiento. Esto le llevó a ideas como un nuevo método para medir el segundo coeficiente de viscosidad. Taylor ingenió un líquido incompresible con burbujas de gas suspendidas en el mismo. La disipación del gas en el líquido durante su expansión era una consecuencia de la viscosidad del líquido, lo que permitía estimar su magnitud. 
Otro trabajos tardíos suyos versaron sobre la dispersión longitudinal del flujo en tubos (dispersión de Taylor, a la que dedicó una serie de artículos en 1953-1954), el caso de la expulsión de un fluido desde un conducto (publicado en 1956 aunque luego redescubierto independientemente por F. E. C. Culick por lo que se conoce como flujo de Taylor-Culick), el movimiento a través de superficies porosas (sobre el que publicó en 1958 un trabajo sobre la inestabilidad de Saffman-Taylor que extendía a mezclas en medios porosos como suelos sus trabajos previos) y la dinámica de láminas de fluidos (sobre las que trabajó en 1958-1962).
Sus últimas investigaciones fueron publicadas en 1969, cuando Taylor tenía ya 83 años. En ellas se interesaba por la actividad eléctrica en las tormentas, donde los chorros de líquidos conductores se mueven bajo el efecto de campos eléctricos. Los conos que forman dichos chorros son hoy conocidos como conos de Taylor, en su honor. En el mismo año Taylor recibió la medalla y premio A. A Griffith y recibió la Orden del Mérito del Reino Unido.

## Vida personal
Taylor se casó con Grace Stephanie Frances Ravenhill, profesora escolar en 1925. Permanecieron juntos hasta la muerte de Stephanie en 1965. Taylor sufrió un golpe infarto severo en 1972, que puso fin de facto a su trabajo. Murió en Cambridge en 1975.